# Schloss Domeneck

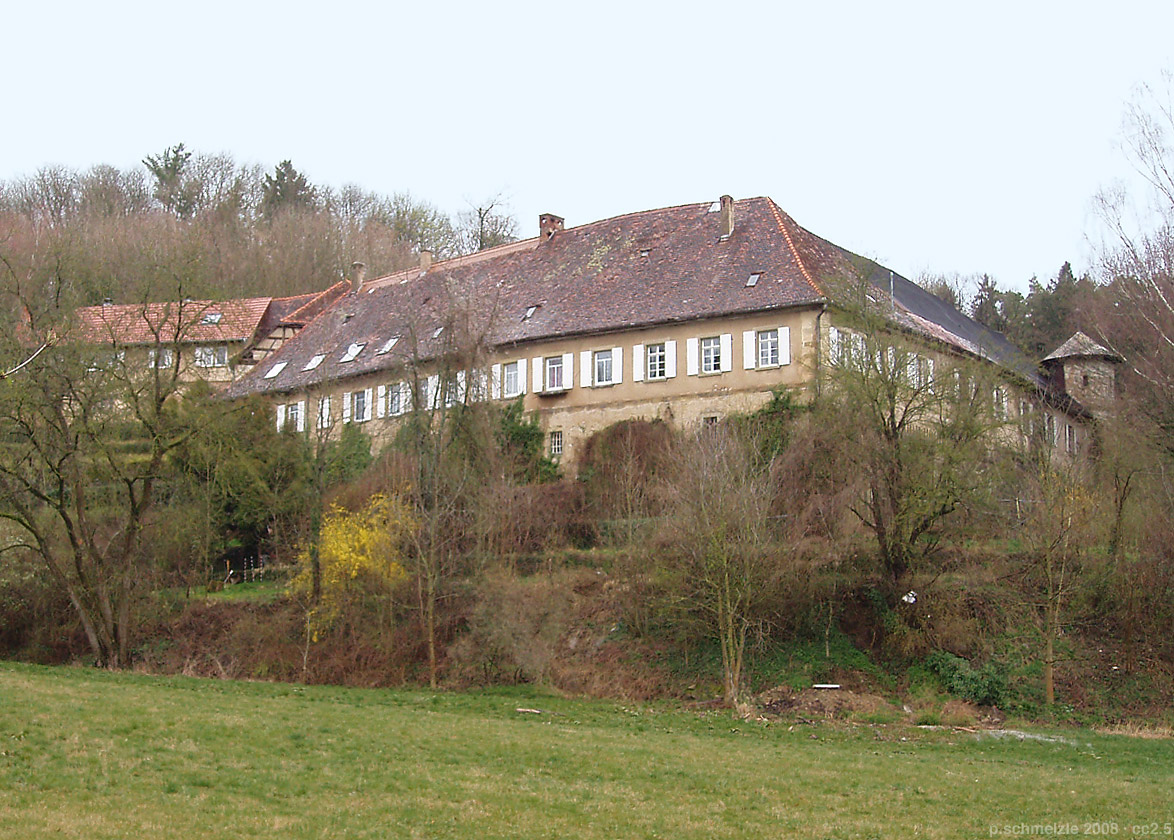
Schloss Domeneck

Schloss Domeneck bei Züttlingen, einem Ortsteil von Möckmühl im Landkreis Heilbronn im nördlichen Baden-Württemberg, wurde unweit der Ruine einer mittelalterlichen Burg errichtet.

## Lage
Das Schloss liegt etwa einen Kilometer flussauf und nördlich des links der Jagst gelegenen Züttlingen auf einem recht flach auslaufenden Bergsporn zwischen zwei von Nordwesten (Seehofer Schluchtbach) und Nordosten dem Fluss zulaufenden Klingenbächen, die sich vor ihrer rechtsseitigen Mündung zu Füßen des Schlosses noch vereinen.

## Geschichte
Wenige Meter nördlich vom heutigen Schloss Domeneck lag die Burg der 1270 erstmals bezeugten Tumminge von Domeneck. Die Burg kam 1420 an Engelhard von Berlichingen, der mit der Schwester des Poppo von Domeneck verheiratet war. 1424 verkauften die Herren von Berlichingen die Burg Domeneck mit Assumstadt an die Herren Stumpff von Schweinberg. Die Burg war ursprünglich ein Lehen der Herren von Weinsberg, die dieses jedoch um 1450 an die Kurpfalz verkauft hatten, von der es 1504 im Landshuter Erbfolgekrieg an Herzog Ulrich von Württemberg kam. Aufgrund komplizierter Besitzwechsel im 15. Jahrhundert war das Lehen in einen pfälzischen, später württembergischen Teil (aus dem Nachlass der Witwe des Beringer von Berlichingen) und einen Würzburger Teil (aus dem Nachlass des Bischofs Friedrich von Domeneck) aufgeteilt, der Besitz an diesen Teilen war zeitweise weiter zersplittert. Hartmann Stumpff von Schweinberg empfing 1454 die Burg als kurpfälzisches Mannlehen, ebenso 1473 Philipp Stumpff von Schweinberg, der 1485 noch den Anteil des Hartmann Stumpff von Schweinberg erwarb. Anfang des 16. Jahrhunderts kam es zu einer Fehde Götz von Berlichingens gegen die Söhne des Philipp Stumpff, die ihren Ursprung eventuell in vorausgegangenen Streitigkeiten um die Besitzverhältnisse hatte.
Die Burg wurde 1525 im Bauernkrieg von Bauern erstürmt und niedergebrannt. Wenig später starben die Herren Stumpff von Schweinberg aus, woraufhin sich sowohl die Herren von Hartheim wie auch die Söhne des bei der Bluttat von Weinsberg ermordeten Ludwig von Helfenstein um das württembergische Lehen bemühten. Herzog Ulrich vergab das Lehen an Schloss und Gut Domeneck 1534 an die Brüder Bernhard und Hans von Hartheim. Hans überließ das Lehen schließlich seinem Bruder Bernhard, auf den der Wiederaufbau des Schlosses zurückgeht.
Nachdem Georg Wolf von Hardheim, der 1594 von Herzog Friedrich I. mit dem Gut belehnt wurde, im Jahr 1600 in ein Totschlagsdelikt verwickelt war, wurde das Schloss zeitweilig von Württemberg requiriert. Nach dem Tod von Georg Wolf von Hardheim 1607 zogen Würzburg und Württemberg die Lehen wieder ein. Der Würzburger Bischof Julius Echter von Mespelbrunn belehnte Angehörige seiner Familie mit dem Würzburger Teil. Alte Hartheimer Allodialgüter kamen an Johann Kaspar von Herda, der mit den Herren von Hartheim verwandt war. Der württembergische Teil lag 1624 bei Hans Christof von Hermsdorf. In den Jahren 1626 und 1628 wurden die Lehensanteile am Gut Domeneck allodifiziert und kamen durch Tausch vollends an von Herda.
Durch Erbgang und Verkauf kam es in den nachfolgenden Jahrhunderten zu zahlreichen weiteren Besitzerwechseln. Ab 1676 gehörte das Gut den Freiherren von Ellrichshausen, 1692 erwarb es die badische Linie der Freiherren Leutrum von Ertingen. Spätere Besitzer waren die Familie von Raßler und der Heilbronner Konsulent Uhl der Kraichgau-Ritterschaft. 1830 erwarb General Franz Karl von Troyff das Gut, das 1831 vom württembergischen König zum Rittergut erhoben wurde. Er und sein Sohn haben sich um die Erhaltung des Gutes und die Förderung des Obstbaus verdient gemacht. 1889 waren die Herren von Simolin-Bathory Eigentümer der Anlage.

## Beschreibung
Schloss Domeneck ist eine aus mehreren Gebäuden bestehende, mehrflügelige Anlage, die einen viereckigen Schlosshof umschließt. Der Zugang zum Schlosshof erfolgt von Westen. Das Herrenhaus bildet die Südseite des Schlosshofs, der langgestreckte Ostflügel weist an der Nordostecke einen Rundturm mit Spitzdach auf. Im Norden und Westen der Anlage befinden sich Wirtschaftsgebäude. Am Keltergebäude ist das Wappen der Herren von Hartheim zu erkennen.
Nordwestlich der Schlossanlage befindet sich die Ruine der Burg. Vom Bergfried ist noch ein etwa acht Meter hoher Stumpf erhalten, im Osten der Ruine befinden sich die Überreste eines Rundturms.